# Ангелина Георгиева
Ангелина Георгиева е българска драматична актриса, режисьорка и театрална деятелка.

## Биография
Родена е в Бургас на 6 март 1904 г. През 1919 г. дебютира в Бургаски работнически театър. След това е актриса в Бургаски общински театър, Южнобългарски народен театър в Ямбол, Популярен пътуващ театър, Свободен театър, Нов народен театър, театър „Възраждане“, Бургаски окръжен театър, „Приказен театър“ в Бургас, театър „Комедия“ в София, Ломски читалищен театър, Плевенски областен театър, Видински общински театър, Русенски общински театър, Врачански областен театър, Плевенски народен театър, Шуменски общински театър, Народен театър – Силистра. От 1952 до 1962 г. е директор и режисьор на Драматичен театър – Кюстендил. Почива на 8 юли 1966 г. в Кюстендил.

## Роли
Ангелина Георгиева играе множество роли, по-значимите са:
- Жулиета – „Ромео и Жулиета“ от Уилям Шекспир
- Матрьона – „Силата на мрака“ от Николай Гогол
- Ирина Радионова – „Царска милост“ от Камен Зидаров
- Дорина – „Тартюф“ от Молиер
- Баба Злата – „Криворазбраната цивилизация“ от Добри Войников
- Малама – „Вампир“ от Антон Страшимиров[1]

## Постановки
Като режисьор поставя на сцена пиесите:
- „Свекърва“ – Антон Страшимиров
- „Царска милост“ – Камен Зидаров
- „Макар Дубрава“ – Александър Корнейчук